# 1954년 뉴욕 영화 비평가 협회상
제20회 뉴욕 영화 비평가 협회상은 1954년 영화를 대상으로 하는 시상식이다.

## 수상 및 후보

### 작품상
- 워터프론트

### 감독상
- 워터프론트 - 엘리아 카잔 수상

### 여우주연상
- 다이얼 M을 돌려라 - 그레이스 켈리 수상
- 이창 - 그레이스 켈리 수상
- 회상 속의 연인 - 그레이스 켈리 수상

### 남우주연상
- 워터프론트 - 말론 브란도 수상

### 외국영화상
- 지옥문